# Kvak Tonghan
Kvak Tonghan (hangul: 곽동한, RR: Gwak Dong-han; 1992. április 20.–) dél-koreai cselgáncsozó. 2016 februárjában a világranglista első helyén állt.

## Pályafutása
A 2012-es nyári olimpián edzője, Szong Denam (Song Dae-nam) gyakorlópartnere volt. A 2015-ös cselgáncs-világbajnokságon középsúlyban világbajnok lett. A 2016-os olimpián súlycsoportjában bronzérmet szerzett.

### Olimpiai szereplése
| Versenyző                    | Versenyszám | Selejtező         | 32-es főtábla                        | Nyolcaddöntő                         | Negyeddöntő                              | Elődöntő                                    | Vigaszág elődöntő | Bronz- mérkőzés                    | Döntő             | Helyezés |
| Versenyző                    | Versenyszám | Ellenfél Eredmény | Ellenfél Eredmény                    | Ellenfél Eredmény                    | Ellenfél Eredmény                        | Ellenfél Eredmény                           | Ellenfél Eredmény | Ellenfél Eredmény                  | Ellenfél Eredmény | Helyezés |
| ---------------------------- | ----------- | ----------------- | ------------------------------------ | ------------------------------------ | ---------------------------------------- | ------------------------------------------- | ----------------- | ---------------------------------- | ----------------- | -------- |
| Kvak Tonghan (Gwak Dong-han) | Középsúly   | erőnyerő          | Thomas Briceño (CHI) · 100(0)-000(2) | Popole Misenga (ROT) · 100(2)-000(2) | Mammadali Mehdiyev (AZE) · 100(2)-000(4) | Varlam Lip'art'eliani (GEO) · 000(0)–100(0) |                   | Marcus Nyman (SWE) · 100(1)-000(1) |                   |          |